# International Air Service Center Tower 1
L'International Air Service Center Tower 1 est un gratte-ciel en construction à Shanghai en Chine. Il s'élèvera à 230 mètres. Son achèvement est prévu pour 2019. 